# Mestre Molina
Manuel Josette Molina (Bocaina, 1917 — São Paulo, 4 de novembro de 1998), popularmente conhecido como Mestre Molina, é um artista popular que se dedicou a fabricação de autômatos que davam vida a sua obra.